# 茨城大学工业短期大学部
茨城大学工业短期大学部（日语：／ Ibaraki Daigaku Kōgyō Tankidaigaku *），简称茨大工短，是过去一所位于日本茨城县日立市的国立短期大学。

## 概要

### 简介
- 短期大学为于1955年开办[1]、由国立经营。招生到于1990年[2]、停办于1993年。为男女同校从开办。

### 历史
- 1955年 今年7月1日茨城大学工业短期大学部成立并同时设置两个学科、以下列举。
  - 机械工学科第二部
  - 电气工学科第二部
- 1966年 工业化学科第二部成立[2]。
- 1969年 电子工学科第二部成立[2]。
- 1990年 招生最后、次年停止招生（正式停办于1993年3月31日[2]）。

## 学校环境
- 校区：在了茨城县日立市[注 1]

## 历任校长
- 滨田哲夫：最后短期大学校长[3]。

## 组织

### 学科
- 机械工学科
- 电气工学科第二部
- 工业化学科第二部
- 电子工学科第二部

### 专科
| - 没有 |

### 业余课程
| - 没有 |

## 相关链接
- 日本短期大学列表
- 筑波大学医疗技术短期大学部：已停办
- 筑波技术短期大学：已停办